# Necrocarcinidae
Famille
Les Necrocarcinidae sont une famille éteinte de crabes  du Crétacé. Elle comporte 40 espèces regroupées, selon Fossilworks dans sept genres.

## Liste des genres
- † Corazzatocarcinus Larghi, 2004
- † Glyptodynomene Van Straelen, 1944
- † Necrocarcinus Bell, 1863
- † Paranecrocarcinus Van Straelen, 1936
- † Polycnemidium Reuss, 1859
- † Pseudonecrocarcinus Förster, 1968
- † Shazella Collins & Williams, 2004